# Wendoree Park
Wendoree Park är en del av en befolkad plats i Australien. Den ligger i regionen Gosford Shire och delstaten New South Wales, i den sydöstra delen av landet, omkring 45 kilometer norr om delstatshuvudstaden Sydney.
Närmaste större samhälle är Umina, omkring 15 kilometer sydost om Wendoree Park. 
I omgivningarna runt Wendoree Park växer i huvudsak städsegrön lövskog. Genomsnittlig årsnederbörd är 1 380 millimeter. Den regnigaste månaden är februari, med i genomsnitt 200 mm nederbörd, och den torraste är juli, med 36 mm nederbörd.